# Erechtia longa
Erechtia longa är en insektsart som beskrevs av Walker. Erechtia longa ingår i släktet Erechtia och familjen hornstritar. Inga underarter finns listade i Catalogue of Life.